# Deinotherium
Deinotherium ("užasna zvijer" od grčkog δεινός, deinós – "užasno" i θηρίον, theríon – "zvijer") bio je veliki prapovijesni srodnik današnjih slonova koji se pojavio sredinom miocena i izumro tijekom ranog pleistocena. Tijekom tog vremena vrlo se malo mijenjao. Za života je vjerojatno sličio današnjim slonovima, osim što mu je surla bila kraća, a na donjoj čeljusti imao je kljove koje su se krivile prema dolje.
Ostatci vrste Deinotherium giganteum pronađeni su 1912. u Mariji Gorici.

## Taksonomija i evolucija
Deinotherium je tipičan rod porodice Deinotheriidae i razvio se od manjeg, ranomiocenskog roda Prodeinotherium. Ti surlaši predstavljaju sasvim različitu liniju evolucijskog podrijetla od drugih slonova, koja se vjerojatno odvojila vrlo rano u povijesti evolucije cijele te skupine. Velika skupina u koju spadaju slonovi prije je uključivala i još nekoliko srodnih grupa: osim Deinotheriidae, postojali su i pripadnici Gomphoteriidae (od kojih su imali donje prednje zube slične lopatama) i mastodonti. Do danas su preživjeli samo slonovi.
Priznate se tri vrste roda Deinotherium, i sve tri su vrlo velike. Deinotherium giganteum je tipična vrsta i opisan je iznad. On je pretežno kasnomiocenska vrsta i jedina je poznata vrsta koja je nastanjivala prostor oko Sredozemnog mora. Posljednja populacija je nastanjivala Rumunjsku tijekom srednjeg pliocena (prije 2 do 4 milijuna godina). U općini Eppelsheim u Njemačkoj je 1836. godine pronađena čitava lubanja dužine od 1,2 m i širine 0,9 m, što ukazuje na to da je ta životinja prelazila veličinu današnjih slonova. Deinotherium indicum bio je azijska vrsta koja je nastanjivala prostore Indije i Pakistana. Izdvajao se po krupnijim zubima i izraštajima od 4. predkutnjaka do 3. kutnjaka. D. indicum se pojavio sredinom miocena i bio je najčešći tijekom kasnog miocena. Izumro je prije oko 7 milijuna godina (kasni miocen). Deinotherium bozasi je bio afrička vrsta. Karakterističan je po užoj nosnoj dolini i manjim ali više pozicioniranim nosnicama, višom i užom lubanjom i kraćom čeljusnom simfizom nego kod druge dvije vrste. D. bozasi se pojavio na početku kasnog miocena i nastavio živjeti nakon što su druge dvije vrste izumrle. Najmlađi fosili potiču iz formacije Kanjera u Keniji, starosti od oko milijun godina (rani pleistocen).

## Opis
Dentalna formula vrste D. giganteus je 0-0-2-3/1-0-2-3 s okomitom zamjenom obraznih zuba. Imao je dvije skupine bilofodontnih i trilofodontnih zuba. Kutnjaci i zadnji predkutnjaci bili su slični kao kod tapira, rubi za rezanje okomito postavljeni – te osobine pokazuju da su se pripadnici Deinotheriidae vrlo rano odvojili od ostalih slonova; ostali predkutnjaci služili su za drobljenje. Lubanja je bila kratka, niska i ravna na vrhu (za razliku od razvijenijih surlaša koji su imali više i kupolastije čelo; to ukazuje na to da su pripadnici Deinotheriidae bili manje inteligentni od ostalih surlaša), s vrlo velikim i izdignutim Condylus occipitalis. Nosni otvor je ograničen i velik, što ukazuje na to da im je surla bila velika. Rostrum je bio dug, a udubljenja na njemu široka. Čeljusna simfiza (u donjoj čeljusti) vrlo je duga i zakrivljena prema dolje što je, zajedno s kljovama zakrivljenim prema nazad, osobina karakteristična za grupu Deinotheriidae; nisu imali gornje kljove.

## Paleoekologija
Mnogo se raspravlja o načinu na koji je Deinotherium koristio svoje neobične kljove. Moguće je da ih je koristio za iskopavanje podzemnih dijelova biljaka kao što su korijen i krtola, za povlačenje grana prema dolje kako bi ih slomio i došao do lišća, ili za guljenje meke kore s drveta. Fosili Deinotheriuma otkriveni su na nekoliko nalazišta u Africi gdje su pronađeni i ostaci čovjekovih prapovijesnih srodnika.

## Rasprostranjenost
Deinotherium je nastanjivao dijelove Azije, Afrike i Europe. Adrienne Mayor je u djelu "The First Fossil Hunters: Paleontology In Greek and Roman Times" ("Prvi lovci na fosile: Paleontologija u doba Grka i Rimljana") predložila ideju da su njegovi ostaci koje su ljudi nalazili u Grčkoj podstakli nastanak mitova o divovima. Jedan zub pronađen u plitkim miocenskim slojevima tla na Kreti ukazuje na to da je Kreta bila bliža ili čak i povezana s glavnim kopnom tijekom mesinske krize saliniteta (razdoblja drastičnog isušivanja Sredozemnog mora).

## Vanjske poveznice
- Činjenice o Deinotheriumu – ABC